# عبد اللطيف العلوي
عبد اللطيف العلوي، ولد في 28 أبريل 1969 بقرية بلطة، هو مدرس وشاعر وروائي وسياسي تونسي.

## السيرة الذاتية
زاول عبد اللطيف العلوي دراسته الجامعية بكلية الحقوق والعلوم السياسية بتونس. في التسعينات، تعرض للسجن بسبب نشاطه السياسي المعارض لحكم بن علي. يشتغل كمدرس لغة عربية.

جمعياتيا، ساهم العلوي في تأسيس مهرجان الربيع الأدبي ببوسالم في أواخر الثمانينات، وشغل عضوية منظمة شعراء بلا حدود، وكان عضوا مؤسسا للرابطة التونسية للأدباء والمفكرين وعضو هيأتها المديرة.

أما بالنسبة لمساره الأدبي، فقد تحصل العلوي على جوائز محلية مثل الجائزة الأولى في الشعر لمهرجان الأدباء الناشئين الذي نظمته جريدة الصدى سنة 1988 والجائزة الأولى في الشعر الحر عن قصيدة «الإرهابيّ» في الملتقى الوطني للشاعر منور صمادح في يوليو 2013، وأخيرا تحصل على جائزة أمير الشعراء في نسختها التونسية التي نظمتها إذاعة المنستير سنة 2016.

شارك في فبراير 2019 في تأسيس ائتلاف الكرامة، الذي رشحه على رأس قائمته في دائرة أريانة الانتخابية حيث فاز بمقعد في مجلس نواب الشعب إثر الانتخابات التشريعية التونسية 2019. في هاته المدة النيابية الثانية، شغل كذلك منصب مساعد الرئيس المكلف بالعلاقات مع الحكومة ورئاسة الجمهورية منذ 29 نوفمبر 2019.

## المؤلفات
المجموعات الشعرية
- خيبات طفل عظيم، ميارة للنشر والتوزيع، تونس، 2014 (ردمك 9789938880182).
- عادات سيف الدولة، تونس، 2015 (ردمك 9789938141).
- طوق الهلاك، الثقافية للنشر والتوزيع، تونس، 2016 (ردمك 7199109938).

الروايات
- ثلاثية «سيرة الثورة»:
  - الثقب الأسود، الثقافية للنشر والتوزيع، تونس، 2017 (ردمك 8189103899789).
  - أسوار الجنّة، دار إشراق للنشر، تونس، 2018 (ردمك 9789938005141).
  - بيض الأفعى، الثقافية للنشر والتوزيع، تونس، 2018 (ردمك 9789938402).

## روابط خارجية
- صفحة عبد اللطيف العلوي على موقع مرصد مجلس التابع لمنظمة بوصلة.